# 四氟化硫
四氟化硫是一种硫的氟化物，化學式為SF4。在標準環境下為無色具腐蝕性以及劇毒氣體，接觸水或潮濕環境會产生危險的氢氟酸。儘管如此，四氟化硫仍用於有機合成，是製作有机氟化合物的常用試劑。

## 結構

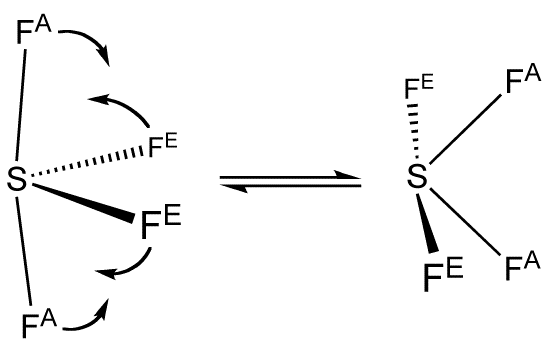
SF_{4}的分子内动态平衡

四氟化硫中的硫為+4氧化态。硫有六粒價電子，其中兩粒形成孤電子對。四氟化硫的形狀可由VSEPR理論預計而知為蹺蹺板型，其中硫在分子的中心。三个赤道位置之一被没有成键的孤对电子占据。因此，该分子具有两种不同类型的氟原子，两个在轴向位置，另外两个在赤道位置。四氟化硫中的S–Fax键长为164.3 pm，S–Feq键长为154.2 pm。超价分子中的轴向原子通常键合较弱。相较于SF4，相关的SF6的硫在+6氧化态，没有未键合的价电子，使得这个分子有非常对称的八面体结构。此外和SF4相反，SF6极端惰性。
SF4的19F NMR光谱只有一个信号，这表明轴向和赤道的氟原子位置通过假旋转快速相互转换。

## 合成和製造
利用二氯化硫、氯、氟化鈉反應在乙腈下可以合成，反應如下。
SCl2  +  Cl2  +  4 NaF  →  SF4  +  4 NaCl
SF4 可以由SCl2 和NaF 在乙腈下反应而成：
3 SCl2  +  4 NaF  →  SF4  +  S2Cl2  +  4 NaCl
SF4 也可以在没有溶剂的情况下在高温下生产的。
此外， SF4 可以由S、NaF和Cl2在高温下(225–450 °C)反应而成。
在较低温度下 (20–86 °C) 高产率合成 SF4 的方法有用Br2代替Cl2、S 和KF反应而成：
S  +  (2 + x) Br2  +  4 KF  →  SF4↑  +  x Br2 + 4 KBr

## 用于合成有机氟化合物
在有机合成中，SF4可以把COH和C=O基团分别氟化成CF和CF2。某些醇可以被四氟化硫氟化成一氟化物，而酮和醛会被氟化成偕二氟化物。羰基α质子的存在会导致副反应并降低产率至30-40%。二醇和四氟化硫的反应会产生环状的亚硫酸酯 (RO)2SO。羧酸和四氟化硫反应，可以得到三氟甲基化合物。举个例子，庚酸和SF4在100–130 °C下反应，会产生1,1,1-三氟庚烷。类似的，六氟丁炔可以从丁炔二酸开始合成。反应的副产物包括未反应的SF4、SOF2和SO2，这些有毒物质可以被氢氧化钾中和。
近年来，SF4的使用正在被更方便处理的二乙氨基三氟化硫 (CH3CH2)2NSF3所取代。这种试剂是从SF4开始合成的：
SF4  +  Me3SiNEt2  →  Et2NSF3  +  Me3SiF

## 其它反应
五氟氯化硫（SF
5Cl）是SF5基团的有用来源。这种化合物是由SF4制备的。
SF4的水解会产生二氧化硫：
SF4  +  2 H2O   →   SO2  +  4 HF
该反应会产生氟化亚砜中间体进行，通常不会干扰SF4试剂的使用。

## 毒性
SF
4会和肺部的水分反应，形成二氧化硫和氢氟酸：
SF4  +  2 H2O   →   SO2  +  4 HF

## 外部連結
1. 1 2  NIOSH Pocket Guide to Chemical Hazards. . NIOSH.
2. ↑  Tolles, W. M.; W. M. Gwinn, W. D. . J. Chem. Phys. 1962, 36: 1119–1121. doi:10.1063/1.1732702.
3. ↑  Wang, C.-L. J. . Paquette, L.  (编). . New York: J. Wiley & Sons. 2004. doi:10.1002/047084289X. hdl:10261/236866 .
4. ↑  Holleman, A. F.; Wiberg, E. . San Diego: Academic Press. 2001. ISBN 0-12-352651-5.
5. 1 2  Fawcett, F. S.; Tullock, C. W. . Inorganic Syntheses. 1963, 7: 119–124. doi:10.1002/9780470132388.ch33.
6. 1 2  Tullock, C. W.; Fawcett, F. S.; Smith, W. C.; Coffman, D. D. . J. Am. Chem. Soc. 1960, 82 (3): 539–542. doi:10.1021/ja01488a011.
7. 1 2  US 2992073,Tullock, C.W.,「Synthesis of Sulfur Tetrafluoride」,发行于1961
8. ↑  Winter, R.W.; Cook P.W. (2010). "A simplified and efficient bromine-facilitated SF4-preparation method". J. Fluorine Chem. 131: 780-783. doi:10.1016/j.jfluchem.2010.03.016
9. ↑  Hasek, W. R.. "1,1,1-Trifluoroheptane". Org. Synth.; Coll. Vol. 5: 1082.
10. ↑  Fauq, A. H. . Paquette, L.  (编). . New York: J. Wiley & Sons. 2004. doi:10.1002/047084289X. hdl:10261/236866 ..
11. ↑  W. J. Middleton. "Diethylaminosulfur Trifluoride". Org. Synth.; Coll. Vol. 6: 440.
12. ↑  Nyman, F.; Roberts, H. L.; Seaton, T. . Inorganic Syntheses (McGraw-Hill). 1966, 8: 160. doi:10.1002/9780470132395.ch42.
13. ↑  Greenwood, Norman Neill; Earnshaw, Alan. . 2016. ISBN 978-0-7506-3365-9. OCLC 1040112384 （英语）.
14. ↑  Johnston, H. . World Scientific. 2003: 33–36. ISBN 981-238-153-8.